# Lil Loaded
Lil Loaded, pseudonimo di Dashawn Maurice Robertson (San Bernardino, 1º agosto 2000 – Cedar Hill, 31 maggio 2021), è stato un rapper statunitense.

## Biografia
Dashawn Maurice Robertson è nato a San Bernardino, in California, ed è cresciuto a Dallas assieme a sua madre, le sue tre sorelle e i due fratelli, uno dei quali morto nel 2015.

## Carriera
Robertson inizia la sua carriera musicale nel 2018. Il suo primo singolo è intitolato BOS, ed è una rivisitazione di Butter Pecan del rapper YNW Melly. Divenne famoso nel 2019 quando lo youtuber Tommy Craze incluse il suo brano "6locc 6a6y" in un video in cui reagiva a video musicali su YouTube con 0 visualizzazioni. 6locc 6a6y venne certificato disco d'oro nel maggio 2021. A quel punto aveva raggiunto 28 milioni di visualizzazioni su YouTube e al momento ha 96 milioni di visualizzazioni.
Il 20 marzo 2020 viene pubblicato il brano Avatar, in collaborazione con King Von. Il 9 ottobre dello stesso anno pubblica il suo primo album in studio, A Demon in 6lue, mentre l'11 dicembre esce Criptape, il suo secondo mixtape.
Il 31 maggio 2022, a un anno dalla sua morte, viene pubblicato il singolo Cell Tales.

## Controversie legali
Il 25 ottobre 2020 Robertson viene accusato di aver sparato e ucciso un suo amico, il diciottenne Khalil Walker, durante la registrazione di un video musicale. Il successivo 9 novembre, dopo la diramazione di un mandato di arresto nei suoi confronti, si consegna alle forze dell'ordine.

## Morte
Robertson viene ritrovato morto, apparentemente suicida, nella sua casa di Cedar Hill il 31 maggio 2021, all'età di 20 anni. In seguito, sua madre ha rilasciato delle dichiarazioni alla polizia dicendo che suo figlio fosse sconvolto dopo la rottura con la sua fidanzata, avvenuta la sera prima del decesso.

## Discografia

### Album in studio
- 2020 – A Demon in 6lue

### Mixtape
- 2019 – 6locc 6a6y
- 2020 – Criptape

### Singoli
- 2019 – 6locc 6a6y
- 2019 – Gang Unit
- 2020 – While I'm Here (feat. Polo G)
- 2020 – Avatar (feat. King Von)
- 2020 – Link Up (feat. Pooh Shiesty)
- 2021 – Hard Times (feat. Hotboii)
- 2022 – Cell Tales